# Émile Eudes
Émile François Désiré Eudes (Roncey, 2 settembre 1843 – Parigi, 5 agosto 1888) è stato un politico e militare francese, tra i protagonisti della  Comune di Parigi.

## Biografia
Figlio di un commerciante, fece i primi studi a Saint-Lô, poi si trasferì a Parigi per studiare farmacia. Si iscrisse alla massoneria, gestì una libreria e frequentò ambienti rivoluzionari blanquisti. Il 14 agosto 1870 tentò invano con alcuni compagni d'impadronirsi della caserma dei pompieri di La Villette. Arrestato e condannato a morte il 29 agosto, fu salvato dalla caduta del regime napoleonico, il 5 settembre, quando i manifestanti liberarono i detenuti politici del carcere del Cherche-Midi.

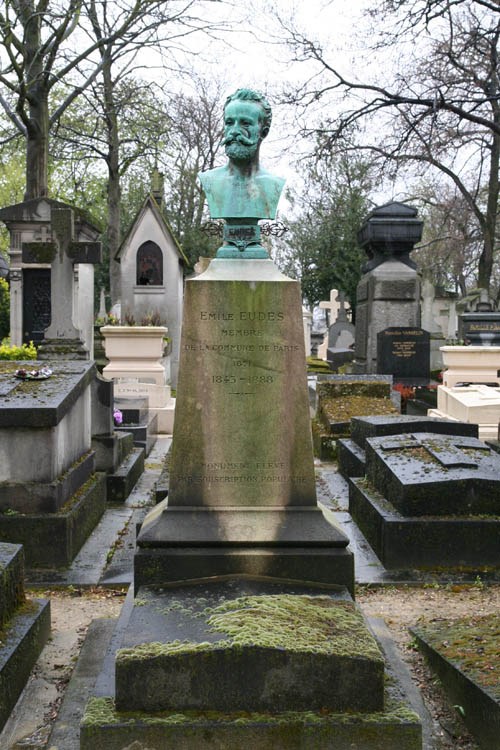
La tomba al Père-Lachaise

Collaboratore del giornale La Patrie en danger, membro del Comitato centrale dei venti arrondissement municipali e capitano del 138º battaglione della Guardia nazionale durante l'assedio di Parigi, partecipò il 31 ottobre alla manifestazione contro il governo di Difesa nazionale. Il 18 marzo 1871 comandò i federati di Belleville alla presa dell'Hôtel de Ville e propose senza successo di marciare subito a Versailles, dove era appena fuggito Thiers con tutto il suo governo.
Il 26 marzo fu eletto al Consiglio della Comune, dove fu commissario esecutivo e commissario alla Guerra. Il 20 aprile divenne ispettore generale dei forti della riva sinistra della Senna, il 5 maggio comandò la II brigata di riserva e pose il suo quartier generale nel palazzo della Legion d'onore. Il 9 maggio venne eletto al Comitato di salute pubblica e durante la Settimana di sangue combatté sulle barricate.
Caduta la Comune, riuscì a fuggire in Svizzera e poi a Londra, mentre il III Consiglio di Guerra francese lo condannava a morte. Tornato a Parigi con l'amnistia del 1880, fu tra i fondatori del giornale blanquista Ni Dieu ni Maître, e poi, dopo la morte di Blanqui, fondò con Édouard Vaillant L'Homme Libre.
Fu membro della Massoneria, essendo stato iniziato nella loggia ''L'Ecossaise n. 133.
Morì improvvisamente nel corso di una riunione a Belleville, dopo aver pronunciato un discorso a favore degli sterratori parigini in sciopero. I suoi funerali diedero luogo a incidenti con la polizia. È sepolto nel cimitero di Père-Lachaise.